# 門前道路
門前道路（もんぜんどうろ）は、能越自動車道（能登有料道路）と輪島市門前町を繋ぐ道路。
地域高規格道路の候補路線に指定されている。

## 接続道路
- 穴水IC（能登有料道路 : 計画）